# Les Orages de la guerre (mini-série)
Les Orages de la guerre (War and Remembrance) est une mini-série américaine en douze épisodes de 90 à 150 minutes réalisée par Dan Curtis et écrite par Herman Wouk, Dan Curtis et Earl Wallace et diffusée entre le 13 novembre 1988 et le 14 mai 1989 sur ABC.

Il s'agit de la suite de Le Souffle de la guerre diffusé en 1983.
En France, la mini-série a été diffusée à partir du 30 janvier 1995 sur TMC.

## Synopsis
La suite des aventures de Victor "Pug" Henry et sa famille après l'attaque de Pearl Harbor jusqu'à la fin de la seconde guerre en 1945...

## Distribution
- Robert Mitchum (VF : Jean-Claude Michel) : Victor "Pug" Henry
- Jane Seymour (VF : Françoise Dasque) : Natalie Henry
- Hart Bochner (VF : Nicolas Marié) : Byron Henry
- Victoria Tennant (VF : Catherine Hubeau) : Pamela Tudsbury
- Polly Bergen (VF : Perrette Pradier) : Rhoda Henry
- Sami Frey (VF :Lui-même) : Avram Rabinovitz
- William Schallert : Harry Hopkins
- Jeremy Kemp (VF : Gabriel Cattand) : Général Armin Von Roon
- Steven Berkoff (VF : Roger Carel) : Adolf Hitler
- Robert Hardy (VF :Jean-Pierre Delage) : Winston Churchill
- Zevi Wolmark : John Simms
- Chaim Topol : Berel Jastrow
- Ralph Bellamy (VF : Louis Arbessier) : Président Franklin Delano Roosevelt
- John Gielgud (VF : André Valmy) : Aaron Jastrow
- David Dukes (VF : Jérôme Keen) : Leslie Slote
- Joachim Hansen (VF : Bernard Woringer) : Général Alfred Jodl
- John Malcolm (VF : Marc de Georgi) : Field Marshal Wilhelm Keitel
- Sharon Stone (VF : Laurence Crouzet puis Malvina Germain) : Janice Henry
- Barry Bostwick (VF : Daniel Russo) : Aster
- Ian McShane : Philip Rule
- John Rhys-Davies (VF : Daniel Sarky) : Sammy Mutterperl
- Bill Wallis (VF : Jacques Ebner) : Werner Beck
- Michael Wolf (VF : Michel Vocoret) : Reichsmarshall Hermann Goering
- Ian Jentels : Josef Goebbels
- Robert Morley (VF : Henri Poirier) : Alistair Tudsbury
- Leslie Hope (VF : Michèle Lituac) : Madeline Henry
- Barry Morse (VF : Michel Gudin) : Colonel Franz Halder
- Hunter Schlesinger : Louis Henry
- Mike Connors : Colonel Harrison Peters
- John Dehner (VF : Jean Berger) : Amiral Ernest King
- G. W. Bailey : Commandant Jim Grigg
- Harold Kasket : Docteur Paul Eppstein
- Michael Mellinger : Benjamin Murmelstein
- Paul Lambert (en) : Amiral Ross McIntire
- Michael Woods (VF : Lionel Henry) : Warren Henry
- E. G. Marshall (VF : Jean Berger) : Dwight D. Eisenhower
- Sky du Mont : Comte Klaus Schenk Von Stauffenberg
- Hardy Krüger (VF : Jacques Ferrière) : Field Marshal Erwin Rommel
- Robert Stephens : Major SS Karl Rahm
- Pat Hingle (VF : Georges Aubert) : Amiral William Halsey
- William R. Moses (VF : Maurice Decoster) : Simon Anderson
- Anthony Bate : Field Marshal Gerd Von Rundstedt
- Günther Maria Halmer (VF : Michel Bardinet) : Rudolf Hoess
- Norman Burton : Général George C. Marshall
- William Berger : Jim Gaither
- Don Collier : Amiral Russ Carton
- Elizabeth Hoffman (VF : Monique Mélinand) : Eleanor Roosevelt
- Karl-Otto Alberty : Scharfuhrer Rudolf Haindl
- Peter Vaughan (VF : Jean-Pierre Leroux) : Colonel Kurt Zeitzler
- Giancarlo Prete : Docteur Castelnuovo
- Michael Sarne : Capitaine Schwarz
- Michael Elwyn : Lord Duncan Berne-Wilke
- Sara Franchetti : Anna Castelnuovo
- Brian Blessed : Général Yevlenko
- William Prince : Amiral Chester Nimitz
- Nina Foch (VF : Paule Emanuele) : Comtesse de Chambrun
- Howard Duff (VF : Edmond Bernard) : William Tuttle
- Peter Graves (VF : Jean-Claude Balard) : Palmer Kirby
- R. G. Armstrong : Général Fitzgerald
- Eric Christmas : Amiral Dudley Pound
- Danny Kamekona : Vice Amiral Nagumo
- Wolfgang Preiss (VF : Claude D'Yd) : Field Marshal Walter Von Brauchitsch
- Garrick Hagon : Sam Jones
- Wolf Kahler : Major SS Anton Burger
- Seth Sakai : Amiral Yamamoto
- Al Ruscio Josef Staline
- Byron Morrow : Amiral William Leahy
- Frank Marth : Amiral Marc Mitscher
- Kristie Pooley Eva Braun
- Christopher Malcolm : Bunky Thurston
- Sandy Kenyon : Ed Flynn
- Richard Dysart : Président Harry S. Truman
- Eddie Albert (VF : Edmond Bernard) : Breckenridge Long
- Earl Hindman (VF : Marc Alfos) : Lieutenant commander Wade McClusky
- Rod McCary (VF : Michel Derain) : Hugh Cleveland
- Leo Gordon : Général Omar Bradley
- Jack Ging : Commandant William Berscher
- George Murdock : Général Leslie Groves
- Ian Abercrombie : Vice Amiral Rodney
- Charles Napier : Lieutenant Général Walter Bedell Smith
- Georges Corraface : Pascal Gaffori
- Michael Madsen : Lieutenant Turhall
- Natalija Nogulich : Vera Yevlenko
- Moustache : Monsieur Gaffori
- Barbara Steele : Elsa MacMahon
- Mills Watson : Chef Derringer
- Vernon Dobtcheff : Henri Bulle
- Carl Duering : Dr Karl Goerdeler

## Fiche technique
- Titre original : War and Remembrance
- Titre français : Les Orages de la guerre
- Création : Dan Curtis, Earl Wallace et Herman Wouk d'après le roman éponyme de ce dernier
- Réalisation : Dan Curtis
- Scénario : Herman Wouk, Dan Curtis et Earl Wallace
- Producteur : Barbara Steele
- Producteur associé : Branko Lustig
- Producteur délégué : Dan Curtis
- Musique : Bob Cobert
- Directeur de la photographie : Dietrich Lohmann
- Montage : John F. Burnett et Peter Zinner
- Distribution : Pamela Basker, Candy Castillo et Fern Champion
- Création des décors : Guy J. Comtois
- Effets spéciaux de maquillage : Wes Dawn, Roy Ashton, Christopher Tucker, Thomas R. Burman et Bari Dreiband-Burman
- Effets spéciaux : David Blitstein et Martin Gutteridge
- Effets visuels : Bill Kent et Monty Shook
- Coordination des cascades : Conrad E. Palmisano
- Création des costumes : Barbara Lane
- Compagnies de production : Dan Curtis Productions - Jadran Films - ABC Circle Films - Paramount Television
- Compagnie de distribution : American Broadcasting Company
- Pays d'origine :  États-Unis
- Langue : anglais mono
- Durée : 1620 minutes
- Image : Couleurs
- Ratio : 1.33:1 plein écran 4:3
- Genre : dramatique historique

## Épisodes
1. Les Orages de la guerre première partie (War and Remembrance, Part One)
2. Les Orages de la guerre deuxième partie (War and Remembrance, Part Two)
3. Les Orages de la guerre troisième partie (War and Remembrance, Part Three)
4. Les Orages de la guerre quatrième partie (War and Remembrance, Part Four)
5. Les Orages de la guerre cinquième partie (War and Remembrance, Part Five)
6. Les Orages de la guerre sixième partie (War and Remembrance, Part Six)
7. Les Orages de la guerre septième partie (War and Remembrance, Part Seven)
8. Les Orages de la guerre huitième partie (War and Remembrance, Part Eight)
9. Les Orages de la guerre neuvième partie (War and Remembrance, Part Nine)
10. Les Orages de la guerre dizième partie (War and Remembrance, Part Ten)
11. Les Orages de la guerre onzième partie (War and Remembrance, Part Eleven)
12. Les Orages de la guerre douzième partie (War and Remembrance, Part Twelve)

## Accueil de la série
Les douze épisodes ont été suivis par une moyenne de 18 millions de télé-spectateurs à chaque soirée de novembre 1988 à mai 1989. Des chiffres en dessous des attentes d'ABC. Les chiffres n'ont cessé de baisser jusqu'à 13 millions pour le dernier épisode diffusé alors que le premier avait réalisé près de 23 millions de téléspectateurs.

## Récompenses
- 1989 : Golden Globe de la meilleure mini-série
- 1989 : Golden Globe du meilleur second rôle dans une mini-série pour Barry Bostwick et John Gielgud
- 1989 : Emmy Award des meilleurs effets visuels pour Charles Staffell, Martin Gutteridge, William Cruse, Egil S. Woxholt, William H. Schirmer, Godfrey A. Godar, Simon Smith, Steve Anderson et Edward L. Williams
- 1989 : Emmy Award du meilleur montage d'une mini-série pour Peter Zinner et John F. Burnett
- 1989 : Emmy Award de la meilleure mini-série pour Dan Curtis et Barbara Steele
- 1989 : ASC Award de la meilleure photographie d'une mini-série pour Dietrich Lohmann
- 1989 : People Choice Award de la mini-série préférée du public
- 1990 : Eddie Award du meilleur montage d'épisode de série télévisée pour Peter Zinner et John F. Burnett
- 1990 : Directors Guild of America Award de la meilleure réalisation pour Dan Curtis, Ephraim Schaffer, Branko Lustig et Sergio Mimica-Gezzan
- 1998 : PGA Award Hall of Fame du meilleur programme pour Dan Curtis
- 2004 : OFTA TV Hall of Fame du meilleur programme

## Commentaires
La série a été tournée en Croatie, Pologne, France, Grande-Bretagne, Italie, Allemagne de l'ouest, Canada et Autriche.